# Willy Richartz
Willy Richartz (Keulen, 25 september 1900 – Bad Tölz, 8 augustus 1972) was een Duitse componist en dirigent

## Levensloop
Richartz studeerde Rechtsgeleerdheid en later muziek. In 1925 promoveerde hij in Keulen tot Doctor jur.. Hij werkte vervolgens als theaterkapelmeester in München en Berlijn. Tijdens de regering van de nazi's was hij hoofd van de zogenoemde Reichssender in Berlijn en dirigent van het Omroeporkest in Berlijn. Na de Tweede Wereldoorlog was hij naast Werner Egk oprichter van de Duits componisten-federatie. Voor zijn verdiensten voor de reformatie van het auteursrecht werd hij erelid van de GEMA, de Duitse auteursrechten-gezelschap.
Als componist heeft hij vooral lichte muziek en operettes geschreven.

## Composities

### Werken voor orkest
- 1935 Abends auf dem Niederrhein, wals voor orkest, op. 14
- 1939 Verliebter Walzer, voor orkest, op. 61
- 1956 Liebes Altes Wien, voor orkest, op. 71
- 1963 Melodienreigen : Welterfolge von Willy Richartz, voor orkest, op. 29 (Neufassung)
- 1964 Traum-Melodien, wals, op. 26
- Bayerische G'schichten, wals
- Frühling an der Bergstraße, concertwals
- Galante Gavotte, voor orkest
- Jahreszeiten der Liebe, wals
- Kapriziöser Walzer (Valse capricieuse)
- Kastagnettenklänge, wals
- Kentucky-Melodie, Slowfox
- Man muß wissen, man muß wissen, walslied
- Melodien-Reigen, voor orkest
- Rheinische Geschichten, concert-wals, op. 112
- Romantisches Vorspiel, voor orkest, op. 20
- Schwarze Orchideen, Tango Argentino
- Sheila-Waltz, voor orkest, op. 59
- Südwind, tango voor orkest

### Werken voor harmonieorkest
- 1932 Bayerische G'schichten, wals, op. 9
- 1954 Kleines Menuett
- All Hands (Marinemarsch)
- Isarwinkler Schützenparade, mars
- Mädels, jetzt ist Damenwahl, Rheinländer uit de film: "Oberwachtmeister Schwenke"

### Muziektheater

#### Operettes
- 1939 Heut tanzt Gloria, 3 aktes - libretto: Max Wallner en Kurt Feltz
- Bei der Wirtin "Zum weißblauen Kranzerl" - libretto: Otto Willner en P. Paul Althaus
- Kölnisch Wasser - libretto: Ch. Amberg

### Vocale muziek
- 1934 Abends, wenn im Hafen, all die anderen Leute längst schlafen (Hein spielt abends so schön auf dem Schifferklavier), uit de film: "Krach um Jolanthe" voor zangstem en accordeon - tekst: Peter Kirsten
- 1941 Ich bin in einen Mund verliebt, voor zang en orkest - tekst: Richard Bars
- Ich träum' beim ersten Kuß von dem zweiten Kuß, tango voor zangstem en piano - tekst: Kurt Feltz
- In der "Krone" ist großer Manöverball, Marsch-Foxtrot voor zangstem, gemengd koor en orkest - tekst: Peter Kirsten
- Jahreszeiten der Liebe, voor sopraan en orkest - tekst: Günther Schwenn
- Leise klingt eine Melodie, langzame wals voor zangstem, gemengd koor en orkest (of piano) - tekst: Peter Kirsten
- Mädels, jetzt ist Damenwahl, Slowfox uit de film: "Oberwachtmeister Schwenke" voor meerdere zangstemmen en piano - tekst: Klaus S. Richter
- Marietta, paso doble voor zang en gitaar
- Mein Herz sucht eine Königin, tango voor zangstem en orkest - tekst: Bruno Balz
- Mit verliebten Augen geseh'n, voor zang en piano
- Vater ist Soldat, mein Kind, voor zang en orkest - tekst: Werner Plückner
- Wein am Rhein (Es wird noch Wein am Rhein in hundert Jahren geben), walslied uit de operette "Kölnisch Wasser" voor zang (tenor) en orkest (of piano)
- Wovon kann der Landser denn schon träumen, lied voor zangstem en piano - tekst: Werner Plückner
- Zu jeder Lederhose gehört ein Dirndlkleid, Foxtrot voor zangstem en piano - tekst: Ch. Amberg

### Werken voor piano
- 1955 Villa Borghese. Ein Eindruck
- Bayerische G'schichten, wals
- Frühling an der Bergstraße
- Kleines Menuett
- Rheinhessische Volkstänze, op. 69

### Filmmuziek
- 1934 Krach um Jolanthe
- 1934/1935 Oberwachtmeister Schwenke
- 1938 Skandal um den Hahn
- 1938 Die Pfingstorgel
- 1939 Wenn Männer verreisen
- 1939/1940 Tip auf Amalia
- 1940 Der dunkle Punkt
- 1951 Im Banne der Madonna (Der Bildschnitzer vom Walsertal)

## Publicaties
- Betrachtungen zur Urheberrechtsreform, Deutscher Komponisten-Verband, 1963. 28 p.